# 日名子ホテル
日名子ホテル（ひなごホテル）は、かつて大分県別府市流川にあったホテルである。旧名日名子旅館。

## 沿革
安政年間（1854年-1859年）に府内屋として開業した別府温泉で最も古いとされる旅館であった。旅館を経営した日名子家は古くから別府温泉に関係のあった名家で、1272年（文永9年）に大友頼泰が日名子太郎左衛門尉清元を温泉奉行に任じたとの記録が残り、また、旅館の創業に先立つ文化年間（1804年-1818年）の別府温泉の湯株保有者18戸にも府内屋太郎兵衛が挙げられている。日名子家の当主は代々襲名して府内屋太郎兵衛を名乗った。旧別府町と旧浜脇町が合併した新別府町の初代町長日名子太郎も、当時の日名子家当主の長男である
第二次世界大戦後、1945年（昭和20年）又は1949年（昭和24年）に進駐軍関連の事業で急成長を遂げた建設会社星野組の岡本忠夫が買収し、合資会社日名子旅館を設立。日名子旅館は社会人野球チームの星野組の宿舎としても使用された。
1951年（昭和36年）9月に合資会社日名子ホテルに商号を変更し、1962年（昭和37年）には6階建・72室の新館を開業したが、高度経済成長期における設備投資の失敗のために1985年（昭和60年）7月1日に倒産して歴史を閉じた。その後、跡地はマンションになっている。

## 著名な宿泊客
日名子旅館は、冨士屋、米屋と並んで御三家と呼ばれた別府温泉を代表する旅館であり、数々の著名人が宿泊している。
- 1893年（明治26年）には、伊藤博文が湯治に別府温泉を訪れ、日名子旅館に宿泊[7]。「霊泉館」という別名を名付けた[8]。
- 1918年（大正7年）には、彦乃の湯治のために別府温泉を訪れた竹久夢二が逗留している[9]。
- 1949年（昭和24年）には大分県を巡幸した昭和天皇の宿所となった[10]。
- 1955年（昭和30年）には第10期本因坊戦の挑戦手合第2局が行われた。これは、大分県内で初めての囲碁のタイトル戦挑戦手合であった[11]。